# Гасанова, Гюлистан Агали кызы
Гюлистан Агали кызы Гасанова (азерб. Gülüstan Ağəli qızı Həsənova; род. 25 мая 1925, Шемахинский уезд) — советский азербайджанский животновод, Герой Социалистического Труда (1981). Заслуженный животновод Азербайджанской ССР (1972). 

## Биография
Родилась 25 мая 1925 года в семье крестьянина в селе Кюрдмашы Шемахинского уезда Азербайджанской ССР (ныне Исмаиллинский район).
С 1939 года доярка в колхозе в Кюрдамирском районе, с 1943 года доярка совхоза «40 лет Советского Азербайджана» Исмаиллинского района. Первые трудовые подвиги доярка совершила уже в 1966 году, надоив с коров вместо 2400 килограмм 2850 килограмм молока. Гюлистан Гасанова выполнила план 1976 года за 10 месяцев, надоив вместо запланированных 3000 килограмм молока 4096 килограмм. В хозяйстве доярки находилось 16 коров, в первом квартале 1977 года Гасанова от 16 коров получила 9 телят, надоила вместо плановых 900 килограмм 1116 килограмм и дала слово надоить за 1977 года 5000 килограмм молока. В 1980 году Гюлистан Гасанова надоила 6000 килограмм молока.
Указом Президиума Верховного Совета СССР от 23 февраля 1981 года за выдающиеся успехи, достигнутые в выполнении планов и социалистических обязательств 1980 года и десятой пятилетки по увеличению производства и продажи государству зерна, хлопка, винограда и других продуктов земледелия и животноводства, Гасановой Гюлистан Агали кызы присвоено звание Героя Социалистического Труда с вручением ордена Ленина и золотой медали «Серп и Молот».
Распоряжением Президента Азербайджанской Республики от 2 октября 2002 года, за большие заслуги в области науки и образования, культуры и искусства, экономики и государственного управления Азербайджана, Гасановой Гюлистан Агали кызы предоставлена персональная стипендия Президента Азербайджанской Республики.
Проживает в селе Кубахалилли Исмаиллинского района.
Активно участвовала в общественно-политической жизни страны. Депутат Верховного Совета Азербайджанской ССР восьмого и девятого созыва, избрана в восьмой созыв от Кошакендского избирательного округа № 220, член Комиссии по торговле, бытовому обслуживанию населения и коммунальному хозяйству ВС республики, в девятый созыв избрана от Кошакендского избирательного округа № 232, член Комиссии по торговле и бытовому обслуживанию населения ВС республики. Член КПСС с 1962 года.